# Ribnica (Kraljevo)
Pour les articles homonymes, voir Ribnica.
Ribnica (en serbe cyrillique : Рибница) est une ville de Serbie située sur le territoire de la ville de Kraljevo, district de Raška. Au recensement de 2011, elle comptait 1 611 habitants.

## Géographie
Ribnica est située sur la rive droite de l'Ibar et sur la rive gauche de la Ribnica, à proximité du confluent des deux rivières.

## Démographie

### Évolution historique de la population
| 1948  | 1953  | 1961  | 1971  | 1981  | 1991  | 2002  | 2011  |
| ----- | ----- | ----- | ----- | ----- | ----- | ----- | ----- |
| 1 754 | 2 180 | 4 079 | 8 424 | 2 345 | 2 712 | 2 779 | 1 611 |

|  |